# Elecciones parlamentarias del Alto Karabaj de 2005
Las elecciones parlamentarias se llevaron a cabo en la República de Nagorno-Karabaj el 19 de junio de 2005. En las elecciones, los dos partidos progubernamentales, el Partido Democrático de Artsaj y Partido Libre, ganaron una gran mayoría de escaños. La oposición criticó la realización de las elecciones, pero los observadores electorales internacionales en general elogiaron las elecciones.

## Antecedentes
Artsaj declaró su independencia de Azerbaiyán en 1991. La primera guerra del Alto Karabaj tuvo lugar entre 1988 y 1994 y resultó en que Nagorno-Karabaj, con el apoyo de Armenia, se independizara de facto de Azerbaiyán. Sin embargo, no ha sido reconocido internacionalmente y Azerbaiyán todavía reclama el área como parte de su estado. El presidente de Artsaj en 2005, Arkadi Ghukasyan, fue elegido en 1997 y reelegido en 2002 y le quedaban 2 años en su mandato presidencial.
2005 sería la cuarta elección parlamentaria en Artsaj y fue la primera bajo una nueva ley electoral que, entre otras cosas, introdujo urnas transparentes. La Federación Revolucionaria Armenia había cooperado con el gobierno hasta que el único miembro del partido en el gobierno, Armén Sarkissian, fue despedido como ministro de Educación en diciembre de 2004. El partido pasó entonces a la oposición. Se esperaba que a la oposición le fuera bien en las próximas elecciones parlamentarias después de que el líder del partido opositor Movimiento 88, Eduard Aghabekian, fuera elegido alcalde de Stepanakert en agosto de 2004 derrotando a un candidato respaldado por el gobierno.

## Campaña
185 candidatos de 7 partidos, junto con algunos independientes, se presentaron a las elecciones parlamentarias. Competían por 33 escaños en la Asamblea Nacional, con dos tercios de los escaños elegidos directamente y un tercio adicional elegido de manera proporcional. Se requería que la participación superara el 25% para que la elección fuera válida y los miembros electos cumplieran un mandato de cinco años.
La elección no fue reconocida internacionalmente, por lo que la Organización para la Seguridad y la Cooperación en Europa (OSCE) no envió ningún monitor electoral. Sin embargo, un centenar de observadores no gubernamentales acudieron a supervisar las elecciones, junto con un grupo de diputados de la Duma estatal rusa. La elección fue considerada ilegítima por Azerbaiyán y su aliado Turquía. Azerbaiyán dijo que la elección era ilegal hasta que se permitiera el regreso de los azerbaiyanos y que socavaría sus conversaciones de la OSCE con Armenia sobre el área. Sin embargo, el presidente Ghukasyan dijo que la elección impulsaría el reconocimiento internacional de Nagorno-Karabaj y prometió que la elección sería honesta y transparente.
La oposición compitió en las elecciones como una coalición entre la Federación Revolucionaria Armenia, el partido nacionalista más antiguo de Nagorno-Karabaj, y el nuevo partido Movimiento 88. La oposición criticó el historial democrático del gobierno y los acusó de usar su autoridad para intimidar y sobornar a los votantes, acusación que el gobierno negó. Aunque se esperaba que a la oposición le fuera bien, los analistas dijeron que la desunión y el cansancio de los votantes ante las continuas críticas podría significar que no les iría tan bien como se esperaba.
Además del partido gubernamental existente del presidente, el Partido Democrático de Artsaj, un nuevo partido progubernamental impugnó las elecciones, Partido Libre. Patria Libre tenía un enfoque principalmente económico y decía que la oposición se limitaba a criticar sin ofrecer soluciones. Se esperaba que Free Motherland se pusiera principalmente del lado del gobierno y se consideraba que tener un segundo partido progubernamental beneficiaba a las autoridades.

## Resultados
Los resultados vieron una gran mayoría para los partidos progubernamentales con el Partido Demócrata y Free Motherland, ambos ganando 10 escaños. Se esperaba que la mayoría de los 10 independientes respaldaran al gobierno, mientras que la oposición solo ganó 3 escaños, por debajo de los 9 escaños que la Federación Revolucionaria Armenia había ganado en las últimas elecciones.
La oposición acusó al gobierno de tener un sistema de compra de votos y amenazas de despido del trabajo a menos que la gente votara de la manera correcta. Un miembro de la oposición dijo con ironía que la elección se había llevado a cabo con "irregularidades justas y transparentes". La oposición amenazó con boicotear el parlamento pero no convocó ninguna protesta callejera.
Tanto el gobierno como la oposición en Armenia elogiaron la elección y dijeron que fortalecería la independencia de Nagorno-Karabaj. Los monitores electorales internacionales elogiaron la elección, describiéndola como libre y justa en general y cumpliendo con los estándares democráticos internacionales. Un monitor electoral occidental dijo que muchos estados reconocidos podrían usar Nagorno-Karabaj como ejemplo.
|  | 18,48 % |

|  | 16,62 % |

|  | 16,15 % |

|  | 1,21 % |

|  | 0,86 % |

|  | 0,51 % |

|  | 0.48 % |

|  | 0,04 % |

|  | 45,65 % |

|  | 93,94 % |

|  | 6,06 % |

|  | 73,73 % |

## Consecuencias
Los días posteriores a las elecciones se vieron ensombrecidos por la golpiza a un candidato de la oposición, Pavel Manukian, por parte de miembros del ejército, aunque se negó que esto tuviera algo que ver con las elecciones. La primera sesión del nuevo parlamento tuvo lugar el 30 de junio y los cargos de presidente y vicepresidente se repartieron entre los dos partidos oficialistas.